# Просифнеус
Просифнеус (лат. Prosiphneus) — вымерший род грызунов из семейства слепышовых (Spalacidae). Маккенна и Белл (1997) считают род Mesosiphneus синонимом рода Prosiphneus, а Муссер и Карлтон (2005) выделяют его в отдельный род. Цю и Шторх (2000) выделяют его в семейство Siphneidae, однако этот таксон считается невалидным и является синонимом подсемейства Myospalacinae (цокоровые).

## Виды
- Prosiphneus arvicolinus (Nehring, 1885)
- Prosiphneus eriksoni (Schlosser,1924)
- Prosiphneus chuzhirica Pokatilov, 2001
- Prosiphneus haoi Zheng, Zhang, e Cui, 2004
- Prosiphneus licenti Teilhard de Chardin, 1926typus
- Prosiphneus lyratus Teilhard de Chardin, 1942
- Prosiphneus murinus
- Prosiphneus olchonicus Pokatilov, 2001
- Prosiphneus qinanensis Zheng, Zhang, e Cui, 2004
- Prosiphneus sinensis
- Prosiphneus tianzuensis Zheng e Li, 1982